# El Asnam (Bouira)
El Asnam est une commune algérienne située dans la daïra de Bechloul de la wilaya de Bouira en Kabylie. Les habitants sont appelés : Ath Yaala ou parfois transcrit Ath Yala, relativement au patriarche Yala. Une partie du parc national du Djurdjura ou se trouve la station touristique de Tikjda.

## Géographie

### Localisation
El-Esnam se trouve à 13 km au sud-est du chef-lieu de la wilaya de Bouira et à 120 km de la capitale Alger. Elle est traversée par la RN5 et par l'autoroute Est-Ouest. La commune d'El Asnam occupe un vaste territoire délimité au nord par la ligne de crête du Djurdjura, à l'est par la commune de Bechloul, au sud par celle de Ahl El Ksar et à l'ouest Bouira, chef-lieu de la wilaya de Bouira. Commune à vocation agricole en plaine et forestière au Nord, elle présente des sommets culminant à plus de 1 800 m, tel l'Akohuker et sa station de ski de Tikjda et quelques villages comme Guemgouma, Ouled Makaci, Taourirth Amar, Araar, El Berdi.
| Haizer        | Wilaya de Tizi Ouzou       | Bechloul    |
| Bouira        | El Asnam                   | Bechloul    |
| Oued El Berdi | Ahl El Ksar, Oued El Berdi | Ahl El Ksar |

## Histoire
Les habitants sont des berbères de la grande tribu de Ath Yaala et les grandes familles qui composent les Ath Yaala sont : Ath Ouambouve ath adjiva, les Ath Mendil, Ath Yahia, Ath vouvker, Ath 
Tchaatchaa et Ath Maamar. 
Ils habitaient les villages.  tamzazight seg imarkalan, gher ath aissi ak-tt cherfen, tiniri i hudden f aman syen akin d iwakhen.[réf. nécessaire]
Ce qui veut dire que toute famille ou tribu qui n'a pas de terrain dans le Djurdjura Sud (Tikjda) n'appartient pas aux Ath Yaala[réf. nécessaire]. Ils forment un ensemble ethniquement homogène[réf. nécessaire]. Dans un passé récent, ils pratiquaient la grande transhumance entre le Djurdjura et les plaines qui longent les Oueds Zaiane et Ed Hous. Des sites archéologiques trahissent encore un passé tumultueux de la région. Des ruines romaines existent de nos jours au lieu-dit Tighilt Tazougaght.tachachith [réf. nécessaire].
Les Aït Yalaa ont de tout temps fait face farouchement à toutes les invasions. Leur histoire est souvent liée à leur grande résistance à l'occupation.[réf. nécessaire]

## Population
En 2008, la commune compte 13 213 habitants. Elle en compte 12 060 lors du recensement de 1998.